# Belloy-Saint-Léonard
Belloy-Saint-Léonard é uma comuna francesa na região administrativa de Altos da França, no departamento de Somme. Estende-se por uma área de 6,55 km². Em 2010 a comuna tinha 93 habitantes (densidade: 14,2 hab./km²).